# بریوزوفسکیی، استان سوردلوفسک
شهر بریوزوفسکی (به روسی: Березовский) در کشور روسیه و در اوبلاست سوردلوفسک واقع شده‌است.